# Moviment de la Joventut de Borno
Moviment de la Joventut de Borno (Borno Youth Movement BYM) fou un partit polític format el 26 de juny de 1954 per joves radicals kanuris oposats al govern natiu de Borno. Ibrahim Imam, que va abandonar el Congrés dels Pobles del Nord el 1954 i va passar a la Northern Elements Progressive Union (NEPU) el 1955, va abandonar també aquest grup el 1956 per entrar al BYM, i va aconseguir aliar aquest grup amb el NEPU i van aconseguir dos escons a les eleccions. No obstant el 1958 l'aliança es va trencar i el BYM va fer aliança amb el Grup d'Acció esdevenint el 1961 l'oposició al parlament de la Regió del Nord de Nigèria fins al 1965.